# Carl Goßler
Carl Heinrich Goßler (Amburgo, 17 aprile 1885 – Maurupt-le-Montois, 9 settembre 1914) è stato un canottiere tedesco.
Partecipò ai Giochi della II Olimpiade che si svolsero a Parigi nel 1900. Con la sua squadra, il Germania Ruder Club, prese parte come timoniere alla gara di quattro con, dove vinse la medaglia d'oro nella finale B.
Anche i suoi fratelli Oskar e Gustav facevano parte del Germania Ruder Club.
Morì a Maurupt-le-Montois all'inizio della prima guerra mondiale.

## Palmarès
| Anno | Manifestazione | Sede   | Evento      | Risultato |
| ---- | -------------- | ------ | ----------- | --------- |
| 1900 | Olimpiadi      | Parigi | Quattro con | Oro       |